# Prefectura de Yamanashi
La prefectura de Yamanashi (山梨県, Yamanashi-ken) és una prefectura del Japó localitzada a la regió de Chūbu de l'illa de Honshū. La prefectura de Yamanashi té, a data de 2021, una població de 803.963 habitants en una superfície total de 4.465 quilòmetres quadrats. Yamanashi limita amb les prefectures de Saitama al nord-est, amb la de Nagano al nord-oest, amb la de Shizuoka al sud-oest, amb la de Kanagawa al sud-est i amb Tòquio a l'est.
La capital i municipi més populós de la prefectura és la ciutat de Kōfu, sent altres municipis rellevants les ciutats de Kai, Fuefuki i Minami-Alps. La prefectura de Yamanashi és una de les només huit prefectures sense accés a la mar, i la majoria de la població viu a la zona central de la prefectura, a la foia de Kōfu, envoltats per les muntanyes Akaishi i amb un 27% de la seua superficie total que està declarada com a parc natural. Yamanashi té moltes de les muntanyes més altes del Japó i, el mont Fuji, el pic més alt del Japó símbol de la nació, es troba parcialment localitzat a la prefectura, fent límit amb la prefectura de Shizuoka.

## Geografia
La prefectura de Yamanashi limita amb Tòquio i les prefectures de Kanagawa, Saitama, Shizuoka i Nagano. La prefectura no té accés a la mar i es troba envoltada de grans muntanyes que circunden la foia de Kōfu. El mont Fuji i la regió dels cinc llacs del Fuji es troben a la part meridional de la prefectura, fent frontera amb Shizuoka. La situació del mont Fuji provoca el fenomen anomenat ombra orogràfica, fent així que la prefectura només reba 818 mil·límetres de precipitacions anuals.
A data de l'1 d'abril de 2012, el 27% de la superfície total de la prefectura estava ocupada per parcs naturals, com ara els parc nacionals de Chichibu-Tama-Kai, Fuji-Hakone-Izu i Alps Meridionals; el parc quasi nacional de Yatsugatake-Chūshin Kōgen i els parcs prefecturals de Minami Alps Koma i Shibireko.
El 78% de la superfície total prefectural està coberta per boscs, fent de Yamanashi una de les prefectures amb més boscoses de tot el Japó. La terra cultivable destinada a l'agricultura és molt restringida, reduint-se a les lleugeres elevacions de la foia de Kōfu.

## Història
La prefectura de Yamanashi era coneguda com a província de Kai abans de la restauració Meiji. Durant l'era Sengoku, el dàimio i samurai Takeda Shingen va dominar la zona. La capital prefectural, Kōfu, va patir un bombardeig massiu nord-americà durant la Segona Guerra Mundial.

## Política i govern

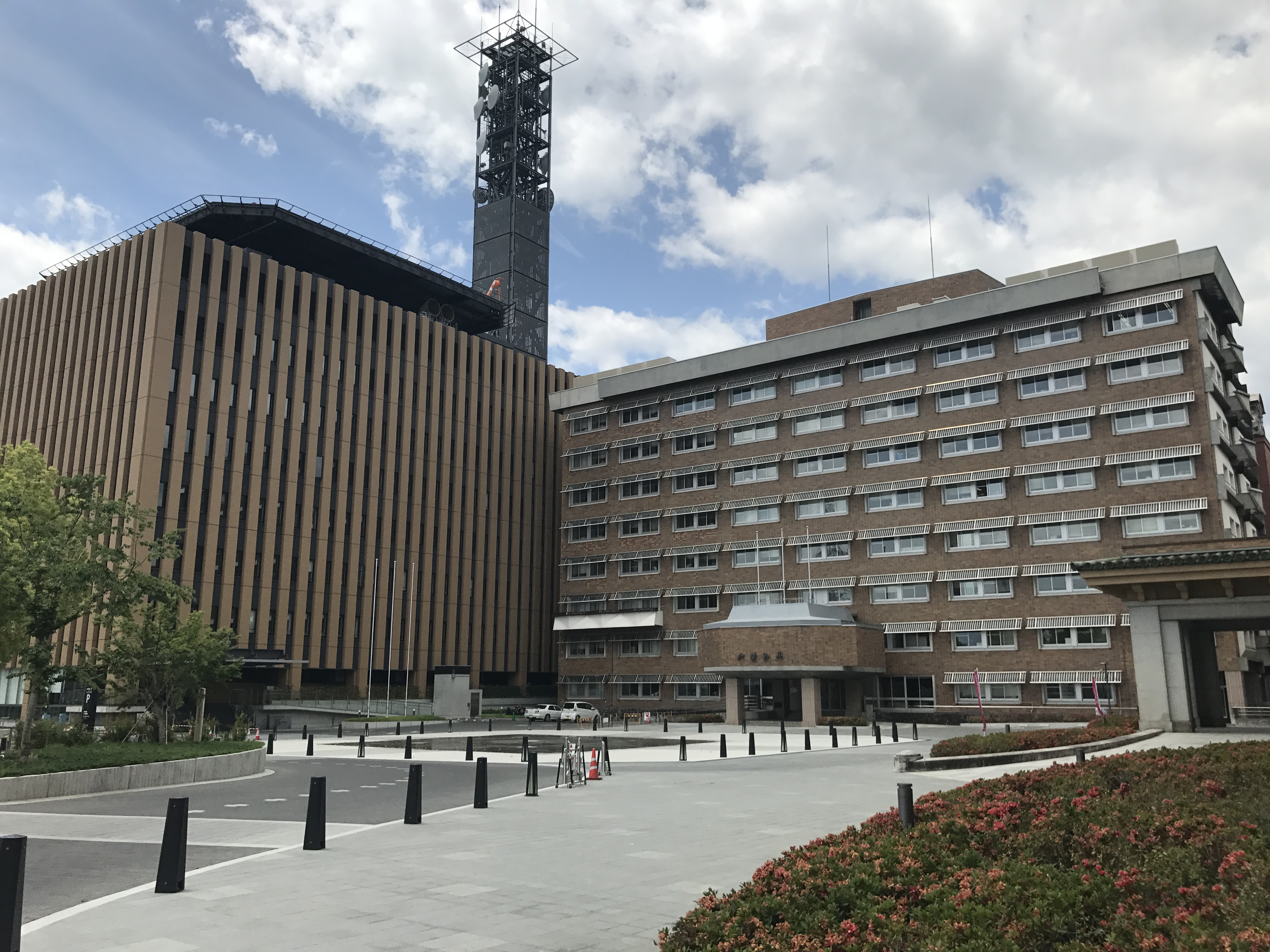
Seu del govern

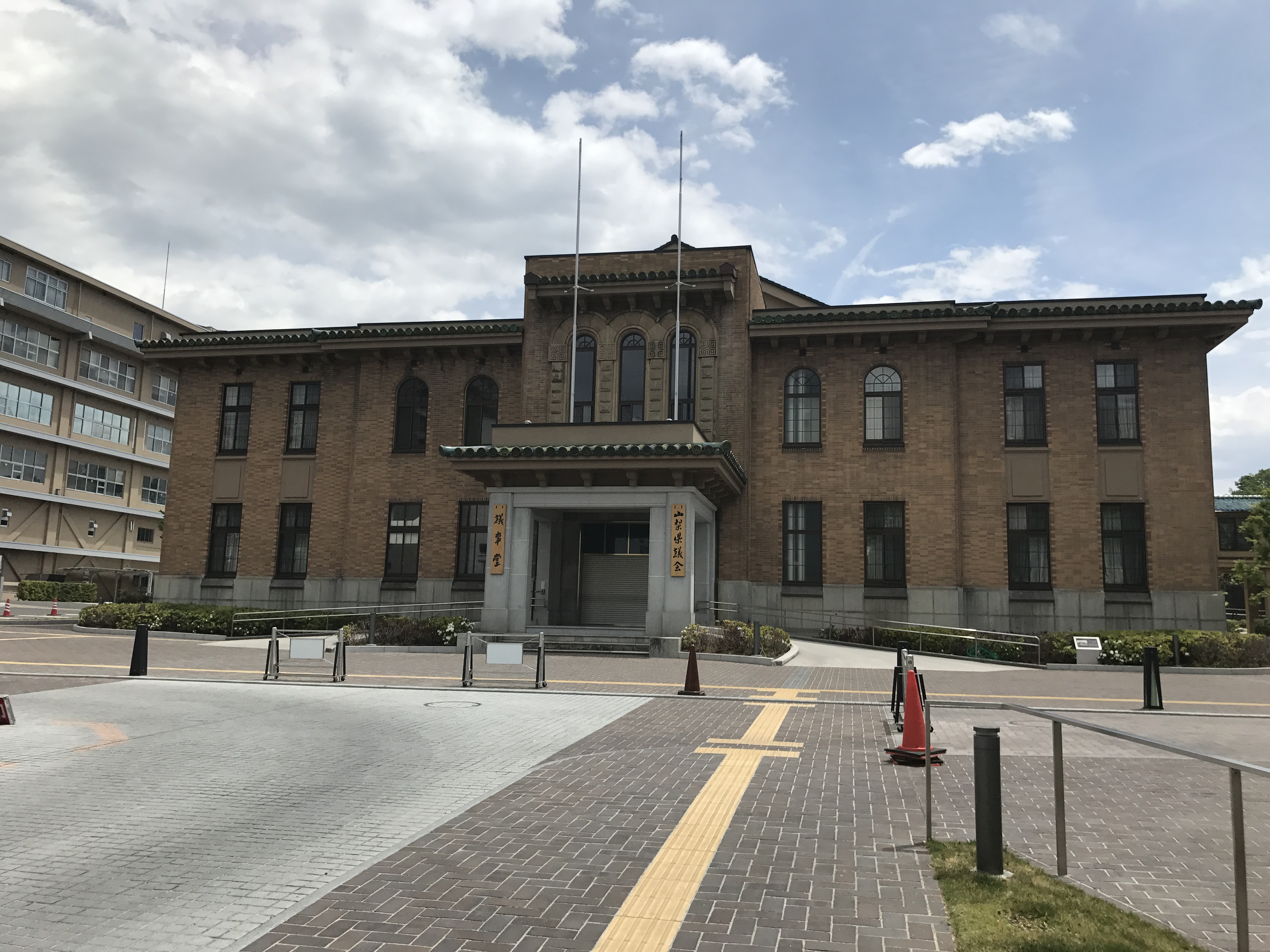
Seu de l'assemblea

### Governador
| Governador        | Inici mandat | Fi de mandat | Partit | Partit  |
| Katsuyasu Yoshie  | 1947         | 1951         |        | PLJ-PPJ |
| Hisashi Amano     | 1951         | 1967         |        | Ref     |
| Kunio Tanabe      | 1967         | 1979         |        | PLD     |
| Kōmei Mochizuki   | 1979         | 1991         |        | PSJ     |
| Ken Amano         | 1991         | 2003         |        | PLD     |
| Takahiko Yamamoto | 2003         | 2007         |        | PD      |
| Shōmei Yokouchi   | 2007         | 2015         |        | PLD     |
| Hitoshi Gotō      | 2015         | 2019         |        | PD      |
| Kōtarō Nagasaki   | 2019         | -            |        | PLD     |

### Assemblea
| Partit | Partit                           | Partit | Diputats |
| ------ | -------------------------------- | ------ | -------- |
|        | Partit Liberal Democràtic        | PLD    | 27 / 37  |
|        | Partit Democràtic Constitucional | PDC    | 7 / 37   |
|        | Kōmeitō                          | KMT    | 1 / 37   |
|        | Partit Comunista del Japó        | PCJ    | 1 / 37   |
|        | Escons vacants                   |        | 1 / 37   |

## Economia

### Transport

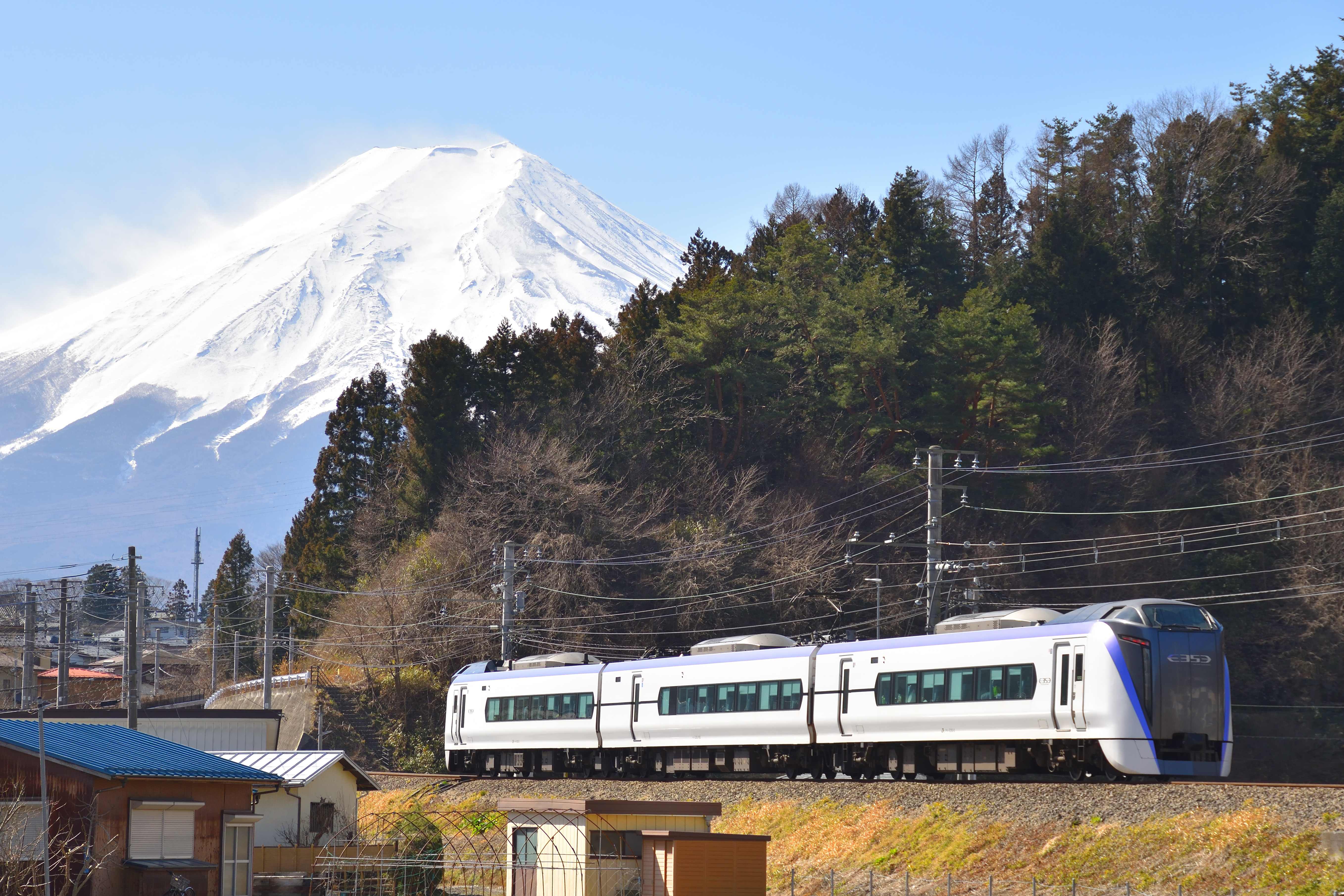
Tren de la Fuji Kyūkō.

#### Ferrocarril
- Companyia de Ferrocarrils del Japó Oriental (JR East)
- Companyia de Ferrocarrils del Japó Central (JR Central)
- Exprés del Fuji (Fuji Kyūkō)

#### Carretera
- Autopista Central (Chūō) - Chūbu-Ōdan - Higashi-Fuji goko

- N-20
- N-52
- N-137
- N-138
- N-139
- N-140
- N-141
- N-411
- N-413
- N-469

## Demografia
| 1920    | 1930    | 1940    | 1950    | 1960    | 1970    | 1980    |
| ------- | ------- | ------- | ------- | ------- | ------- | ------- |
| 583.453 | 631.042 | 663.026 | 811.369 | 782.062 | 762.029 | 804.256 |
| 1990    | 2000    | 2010    | 2020    | 2030    | 2040    | 2050    |
| 852.966 | 888.172 | 863.075 | 817.092 | -       | -       | -       |

## Cultura i oci

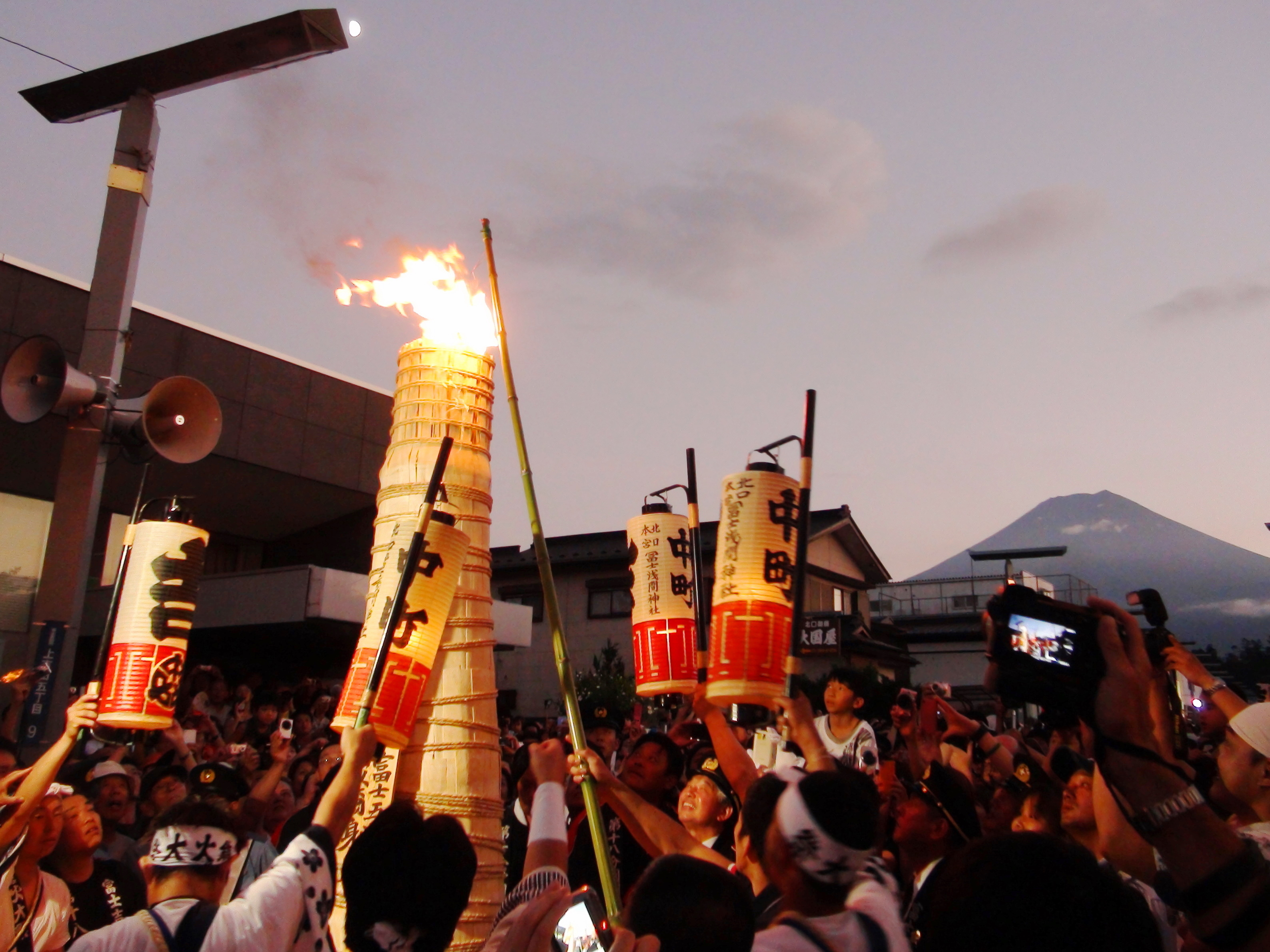
Festival del foc de Fuji-Yoshida

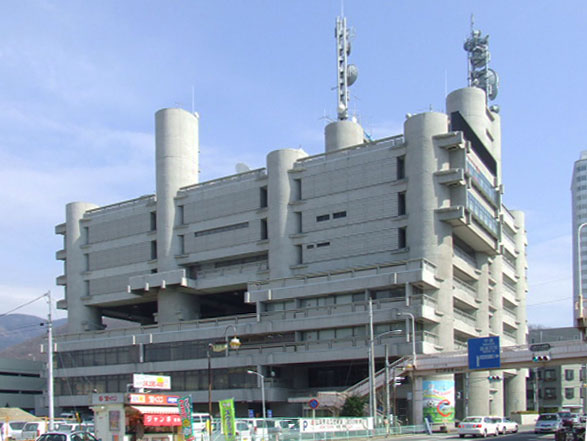
Seu de l'YBS per Kenzō Tange

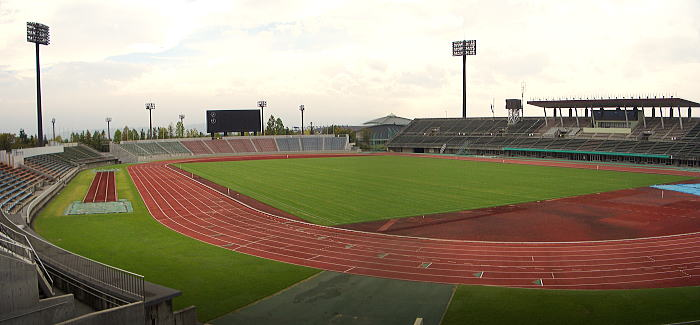
Estadi del Ventforet Kōfu

### Festes populars
- Festival de Shingen: Celebrat cada març al castell de Kōfu i al santuari de Takeda a Kōfu, es commemora el paper de Takeda Shingen en la història de la prefectura.
- Festival del foc de Fujiyoshida: Festival dedicat a la crema, marca la fi de la temporada estiuenca d'escalada al mont Fuji. Es realitza l'últim cap de setmana d'agost.
- Festival de Paul Rusch: Fet cada octubre a Kiyosato, ciutat de Hokuto, es commemora la vida i obra de Paul Rusch, així com les seues ajudes al desenvolupament de l'agricultura local i l'amistat entre el Japó i els EUA.

### Mitjans de comunicació
- NHK Kōfu
- Emissora de Yamanashi (YBS)
- TV Yamanashi (UTY)
- FM Fuji

### Esports
L'equip Ventforet Kōfu, pertanyent a la segona divisió de la lliga japonesa de futbol, té la seu a la ciutat de Kōfu. L'estadi de l'equip és el JIT Recycle Ink Stadium.
Des del 2005, el club de camp Fujizakura de la vila de Fuji-Kawaguchiko ha estat seu del Fujisankei Classic, esdeveniment anual del Japan Golf Tour.